# Soledad Fandiño
Soledad Fandiño (Buenos Aires, 7 de abril de 1982) es una modelo, presentadora y actriz argentina. Al principio de su carrera hizo comedia familiar en la televisión argentina. En el año 2007 participó del reality show Bailando por un sueño (Argentina). También actuó en unitarios tales como Dromo, Maltratadas y Televisión por la inclusión. En el año 2018 volvió a participar del reality argentino Bailando por un sueño.

## Biografía
Soledad Fandiño nació en la Ciudad de Buenos Aires y pasó parte de su infancia en Monte Grande, provincia de Buenos Aires y asistió al St. Mark's College. Durante su adolescencia vivió en el barrio porteño de Villa Lugano y acudió y se graduó en el colegio Macnab Bernal de los Hermanos Maristas. Su permanencia en este instituto le sirvió para introducirse en el mundo escénico y hacer sus primeros intentos artísticos en el teatro. El resultado fue tan satisfactorio para Soledad que acabó estudiando arte dramático en la escuela de Agustín Alezzo, al mismo tiempo que estudiaba en la Universidad Católica Argentina la carrera de Derecho. Al cabo de un año y medio abandona la carrera de Derecho para estudiar la carrera de Publicidad en la Universidad Argentina de la Empresa, y comienza a tomar clases de teatro en la escuela de Nora Moseinco. Para ese entonces, comenzaba a dar sus primeros pasos en la televisión argentina, apareciendo como una de las modelos concursantes del recordado y exitoso reality show Super M 20-02 (también conocido como "Super Model"; 2002—2003), el cual fue producido por Cuatro Cabezas y emitido por Canal 13.
Fandiño realizó su debut actoral en 2003, en la serie de televisión Rebelde Way. Después de finalizado dicho programa, fue elegida como Felicitas Echegochen en la comedia familiar Ricos y mocosos, que era parte del programa de humor No hay 2 sin 3, de Pablo Granados y Pachu Peña (Canal 9, 2004—2005). Con este papel su carrera cobró impulso, siendo nominada para los Premios Martín Fierro y los Premios Clarín como revelación femenina. Durante los siguientes tres años continuó protagonizando comedias familiares producidos por Pol-ka para Canal 13.
Se destacó como protagonista juvenil en el programa televisivo Juanita la soltera, interpretando a Juanita junto a Gabriel Corrado y en Por amor a vos interpretando a Jazmín Sassone junto a Nicolás Cabré. Interesada en otros proyectos, Fandiño comenzó una transición de carrera volcándose al teatro, a los unitarios y a las miniseries. En 2009 protagonizó Alicia en el país de las maravillas en el Teatro Astral, bajo la dirección de Alicia Zanca. Más tarde protagonizó varias comedias familiares producidas por Pol-ka para Canal 13 y subió al escenario del teatro Astral para protagonizar Alicia en el país de las maravillas, papel para el cual debió prepararse tomando clases de acrobacia, trapecio y canto, estas últimas con Clara Terán. Más tarde retomaría las clases de canto de la mano de Josi García Moreno. Posteriormente, protagonizó en la serie argentina de terror y ciencia ficción Dromo (2009) el capítulo «El manto chino».
En 2010, encarnó a una actriz enamorada de Juan Perugia, personaje interpretado por Gastón Pauls en la serie emitida por Telefe, Todos contra Juan 2. Convocada para representar papeles dramáticos, en 2010 fue dirigida por Alberto Lecchi con quien grabó para la serie de televisión Maltratadas, interpretando a Alicia, una mujer que sufre violencia de género. Posteriormente, fue protagonista junto a Rodrigo de la Serna en Contra las cuerdas (2010), único programa argentino nominado entre las cuatro mejores novelas de la televisión mundial en los premios Emmy Internacional.
Fue dirigida en teatro por Rodolfo Bebán —y posteriormente por Oscar Barney Finn— en la obra Ceremonia secreta (2011), una adaptación de la nouvelle de Marco Denevi presentada en el teatro Margarita Xirgú donde Fandiño, junto a la gran actriz uruguaya Estela Medina, tuvo la oportunidad de demostrar su talento interpretativo encarnando a Cecilia Engelhardt, una joven abusada psicológica y sexualmente que busca desesperadamente a su madre fallecida. Esta interpretación le valió la nominación a los Premios Florencio Sánchez de 2012.
Protagonizó a su vez junto a Luis Machín el capítulo Cuestión de poder del unitario argentino Televisión por la inclusión.
En 2012 graba para Telefé junto a Martín Piroyansky, Betiana Blum y Osvaldo Santoro el unitario "Mi viejo verde". Ese mismo año es convocada por el director de cine Juan José Campanella para trabajar como actriz en el vídeo de la canción "La vuelta al mundo", del grupo Calle 13.
Con su protagónico en la miniserie Contra las cuerdas, bajo la dirección de Alejandro Maci y emitida por la TV Pública Argentina, consiguió afianzarse aún más en su ascenso profesional; allí interpretó a Ana, una mujer fuerte, de clase media, estudiante de periodismo, que lucha cada día en el conurbano bonaerense para mantener a su familia y salir adelante. La serie trató temas como la educación, el aborto, la marginalidad, el amor y la inseguridad cotidiana en los barrios populares.
En teatro, con la obra Ceremonia Secreta, demostró su talento interpretativo gracias al papel de Cecilia Engelhardt, una joven abusada psíquica y sexualmente que ha perdido la razón. Ojerosa y con el rostro desencajado, tuvo que afrontar uno de los personajes más complejos y atormentados de toda su carrera, ganando la aprobación de los críticos y siendo nominada como actriz revelación a los Premios Florencio Sánchez 2012. En los años posteriores participó de muchos programas de TV y ficciones argentinas como Educando a Nina (Underground), Fanny la Fan (Underground), Showmatch (Canal 13), El Host (Fox), Argentina Tierra de Amor y Venganza (Pol-Ka).
En 2020 es convocada por Telemundo para grabar en Miami la serie "100 Días para enamorarnos", donde encarna a Rebeca Ávila, una detective que vive una historia de amor con Emiliano León, interpretado por el actor David Chocarro. En ese mismo año se afianza como conductora de TV con el programa "Santo Sábado", producido por Jotax para el canal América TV, el cual continúa durante el verano como "Santo Especial". En el 2021 es convocada por Gerardo Rozín para ser la conductora, junto al periodista Guillermo Andino, del programa diario "Es Por Ahí", en las mañanas de América TV.
Fandiño continuamente se perfecciona con diversos profesores y métodos. Asistió a la Escuela de Teatro de Buenos Aires, ETBA, tomando las clases dictadas por Raúl Serrano. A su vez tomó clases de Técnica Vocal con el profesor Martín Durañona.

## Vida personal
En 2011, la actriz asistió a la entrega de los premios Grammy Latinos de ese año con René Pérez, cantante de Calle 13, con quien había comenzado una relación sentimental. La pareja contrajo matrimonio en enero de 2013 en una ceremonia privada en Puerto Rico. El 7 de agosto de 2014, nació su primer hijo, al que llamaron Milo. En abril de 2018 se confirmó la separación del matrimonio. El 1 de octubre de 2024 anunció que padecía cáncer de mama.

## Programas de TV
| Año       | Título                                | Rol          | Notas          |
| --------- | ------------------------------------- | ------------ | -------------- |
| 2002      | Super M 20-02                         | Participante |                |
| 2007      | Showmatch: Bailando por un sueño 2007 | Participante | 8.ª eliminada  |
| 2018      | Showmatch: Bailando 2018              | Participante | 14.ª eliminada |
| 2020-2021 | Santo sábado                          | Conductora   |                |
| 2021      | Santo especial                        | Conductora   |                |
| 2021      | Es por ahí                            | Conductora   |                |
| 2025      | Showmatch: Bailando 2025              | Participante |                |

## Telenovelas y Series
| Año       | Título                               | Personaje                       | Notas                       |
| --------- | ------------------------------------ | ------------------------------- | --------------------------- |
| 2003      | Rebelde way                          | Consuelo Gómez                  | Recurrente, (Temporada 2)   |
| 2004-2005 | No hay 2 sin 3                       | Felicitas Etchegoyen            | Sketch: "Ricos y Mocosos"   |
| 2006      | Juanita, la soltera                  | Juana "Juanita" Ivanoff         | Protagonista                |
| 2007-2008 | Son de fierro                        | Sandra "Sandy" Fierro           | Coprotagonista              |
| 2008-2009 | Por amor a vos                       | Jazmín Sassone                  | Coprotagonista              |
| 2009      | Dromo                                | Jessica                         | Ep: "El manto chino"        |
| 2010      | Todos contra Juan 2                  | Ella misma                      | Invitada                    |
| 2010-2011 | Contra las cuerdas                   | Ana Ruiz                        | Protagonista                |
| 2011      | Maltratadas                          | Alicia                          | Ep: "Cuestión de poder"     |
| 2011      | Televisión x la inclusión            | Victoria                        | Ep: "Acosada"               |
| 2016      | Educando a Nina                      | Dolores Suviria López Duville   | Recurrente                  |
| 2017      | Fanny la fan                         | Julia Ponsi                     | Antagonista                 |
| 2019      | Argentina, tierra de amor y venganza | Mercedes "Mecha" Podestá / Dora | Antagonista                 |
| 2019      | El host                              | Carolina "Caro"                 | Protagonista, (Temporada 2) |
| 2020      | 100 días para enamorarnos            | Rebeca Ávila                    | Recurrente                  |

## Cine
| Año  | Título                           | Personaje           |
| ---- | -------------------------------- | ------------------- |
| 2004 | Stephanie                        | Stephanie           |
| 2017 | Yo soy así, Tita de Buenos Aires | Eva Duarte de Perón |

## Videoclips
| Año  | Título             | Artista                  |
| ---- | ------------------ | ------------------------ |
| 2012 | La Vuelta al Mundo | Calle 13                 |
| 2020 | Chica ideal        | Sebastián Yatra, Guaynaa |

## Teatro
| Año  | Título                              | Teatro          | Personaje |
| ---- | ----------------------------------- | --------------- | --------- |
| 2009 | Alicia en el país de las maravillas | Astral          | Alicia    |
| 2011 | Quédate a desayunar                 | Gira            | Lucía     |
| 2011 | Ceremonia secreta                   | Margarita Xirgú | Cecilia   |

## Premios y nominaciones
Premios Clarín
| Año  | Categoría               | Programa       | Resultado |
| ---- | ----------------------- | -------------- | --------- |
| 2004 | Mejor Actriz Revelación | No hay 2 sin 3 | Ganadora  |

Premios Martín Fierro
| Año  | Categoría               | Programa       | Resultado |
| ---- | ----------------------- | -------------- | --------- |
| 2004 | Mejor Actriz Revelación | No hay 2 sin 3 | Nominada  |

Premios Florencio Sánchez
| Año  | Categoría           | Programa          | Resultado |
| ---- | ------------------- | ----------------- | --------- |
| 2011 | Revelación Femenina | Ceremonia secreta | Nominada  |